# كارلوس كاراسكو (ممثل)
كارلوس كاراسكو (بالإنجليزية: Carlos Carrasco)‏ مواليد 5 أبريل 1948 في بنما، هو ممثل أمريكي بدأ مسيرته الفنية سنة 1980.

## الأعمال
- سي اس آي: التحقيق في موقع الجريمة
- الحدائق والمنتزهات
- ريزدنت إيفل 4
- جراند ثفت أوتو: سان أندرياس
- اعترافات عقلية خطيرة
- آنجل
- ستار تريك: ديب سبيس ناين
- ستار تريك: فوياجر
- ماد تي في
- إي آر

## روابط خارجية
- كارلوس كاراسكو على موقع IMDb (الإنجليزية)
- كارلوس كاراسكو على موقع ألو سيني (الفرنسية)
- كارلوس كاراسكو على موقع أول موفي (الإنجليزية)
- كارلوس كاراسكو على موقع قاعدة بيانات برودواي على الإنترنت (الإنجليزية)
- كارلوس كاراسكو على موقع قاعدة بيانات الأفلام السويدية (السويدية)
- كارلوس كاراسكو على موقع قاعدة بيانات الفيلم (الإنجليزية)
- كارلوس كاراسكو على موقع كينوبويسك (الروسية)